# Daniel Torres
Daniel Agnello Torres, mais conhecido como Daniel Torres (Rio de Janeiro, 10 de maio de 1993) é um ator brasileiro.
Iniciou sua carreira protagonizando a minissérie O Pequeno Alquimista. É conhecido por seus papéis no sitcom Toma Lá Dá Cá como Adônis Rocha Moreira e na série Pé na Cova como Alessanderson Pereira dos Santos. Participou das novelas A Lua Me Disse como o encapetado Odorico Murtinho e em Aquele Beijo interpretou o romântico Orlandinho Furtado que era apaixonado pela personagem Belezinha vivida pela atriz Bruna Marquezine, ambas escritas por Miguel Falabella.
Seu último papel na televisão, foi na novela Nos Tempos do Imperador no ano de 2021, onde deu vida a Gastão de Orléans, o Conde d'Eu.

## Carreira

### Televisão
| Ano     | Título                  | Personagem                                      | Nota                                  |
| ------- | ----------------------- | ----------------------------------------------- | ------------------------------------- |
| 2004    | O Pequeno Alquimista    | João da Luz                                     | Especial de Fim de ano                |
| 2005    | A Lua Me Disse          | Odorico Murtinho / Odorico Queiroz Bogari Prado |                                       |
| 2006    | Linha Direta            | José Ignácio de Souza Ávila (Cacheiro)          | Episódio: "Crimes da Rua do Arvoredo" |
| 2007-09 | Toma Lá, Dá Cá          | Adônis Rocha Moreira                            |                                       |
| 2011    | Aquele Beijo            | Orlando Furtado (Orlandinho)                    |                                       |
| 2013-16 | Pé na Cova              | Alessanderson Pereira dos Santos                |                                       |
| 2015    | Zé do Caixão            | Pedro                                           |                                       |
| 2021    | Nos Tempos do Imperador | Gastão de Orléans (Conde d’Eu)                  |                                       |

Cinema
| Ano  | Título                | Personagem     |
| ---- | --------------------- | -------------- |
| 2008 | Meu Nome Não é Johnny | Boneco (jovem) |
| 2008 | Feliz Natal           | Vítor          |
| 2009 | Planeta 51            | Lem (voz)      |

Teatro
| Ano     | Título                                  | Personagem | Nota    |
| ------- | --------------------------------------- | ---------- | ------- |
| 2003    | O Herdeiro Milionário                   | Advogado   |         |
| 2004-05 | Tistu, O Menino do Dedo Verde           | Tistu      |         |
| 2015-16 | Mulheres À Beira de um Ataque de Nervos | Carlos     | Musical |

## Ligações Externas
- Daniel Torres. no IMDb.